# Лисівська сільська рада (Заліщицький район)
Лисівська сільська́ ра́да — адміністративно-територіальна одиниця та орган місцевого самоврядування в Заліщицькому районі Тернопільської області. Адміністративний центр — село Лисівці.

## Загальні відомості
- Територія ради: 19,79 км²
- Населення ради: 1 943 особи (станом на 2001 рік)
- Територією ради протікає річка Серет

## Населені пункти
Сільській раді підпорядковані населені пункти:
- с. Лисівці

## Склад ради
Рада складалася з 20 депутатів та голови.
- Голова ради: Мокрицька Марія Ярославівна
- Секретар ради: Соколовська Галина Ярославівна

### Керівний склад попередніх скликань
| Прізвище, ім'я, по батькові | Основні відомості                                                 | Дата обрання | Дата звільнення |
| --------------------------- | ----------------------------------------------------------------- | ------------ | --------------- |
| Мокрицька Марія Ярославівна | Сільський голова, 1964 року народження, освіта вища, позапартійна | 26.03.2006   | 31.10.2010      |
| Мокрицька Марія Ярославівна | Сільський голова, 1964 року народження, освіта вища, позапартійна | 31.10.2010   |                 |

Примітка: таблиця складена за даними сайту Верховної Ради України

### Депутати
За результатами місцевих виборів 2010 року депутатами ради стали:

#### За суб'єктами висування
| Суб'єкт висування | Кількість обраних депутатів | %   |
| ----------------- | --------------------------- | --- |
| Самовисування     | 20                          | 100 |

#### За округами
| № округу | Прізвище, ім'я, по батькові      | Дата визнання обраним | Освіта             | Партійна приналежність      | Відомості про обраного депутата                     |
| -------- | -------------------------------- | --------------------- | ------------------ | --------------------------- | --------------------------------------------------- |
| 1        | Головацька Марія Михайлівна      | 01.11.2010            | середня спеціальна | позапартійна                | ДНЗ «Казка» с. Лисівці, вихователь                  |
| 2        | Кузяк Степан Михайлович          | 01.11.2010            | середня спеціальна | позапартійний               | пенсіонер                                           |
| 3        | Мельник Ольга Ярославівна        | 01.11.2010            | вища               | позапартійна                | СТзОВ «Галичина», головний зоотехнік                |
| 4        | Юркевич Іван Стефанович          | 01.11.2010            | середня спеціальна | позапартійний               | СТзОВ «Галичина», бригадир рільничої бригади        |
| 5        | Микиташ Тетяна Петрівна          | 01.11.2010            | середня спеціальна | позапартійна                | Лисівська лікарська амбулаторія, медсестра          |
| 6        | Золотий Іван Васильович          | 01.11.2010            | вища               | позапартійний               | Тернопільський педагогічний інститут, студент       |
| 7        | Николайчук Володимир Ярославович | 01.11.2010            | вища               | позапартійний               | тимчасово не працює                                 |
| 8        | Гринчак Анатолій Миколайович     | 01.11.2010            | середня спеціальна | член Народного Руху України | тимчасово не працює                                 |
| 9        | Білонога Петро Васильович        | 01.11.2010            | вища               | позапартійний               | тимчасово не працює                                 |
| 10       | Гринчак Ганна Тарасівна          | 01.11.2010            | середня спеціальна | член Народного Руху України | загальноосвітня школа І-ІІІ ст. с. Лисівці, вчитель |
| 11       | Кліщ Михайло Іванович            | 01.11.2010            | середня спеціальна | член Народного Руху України | Приватна пилорама, робочий                          |
| 12       | Данилевич Марія Василівна        | 01.11.2010            | вища               | позапартійна                | загальноосвітня школа І-ІІІ ст. с. Лисівці, вчитель |
| 13       | Прухніцький Петро Михайлович     | 01.11.2010            | середня спеціальна | член Народного Руху України | пенсіонер                                           |
| 14       | Палагнюк Іван Михайлович         | 01.11.2010            | середня спеціальна | позапартійний               | СТзОВ «Галичина», зав.гаражем                       |
| 15       | Біланик Петро Васильович         | 01.11.2010            | середня спеціальна | позапартійний               | приватний підприємець                               |
| 16       | Якимець Валентина Миколаївна     | 01.11.2010            | середня спеціальна | член Народного Руху України | Приватний магазин, продавець                        |
| 17       | Соколовська Галина Ярославівна   | 01.11.2010            | вища               | позапартійна                | Заліщицька державна гімназія, вчитель               |
| 18       | Синишин Світлана Володимирівна   | 01.11.2010            | вища               | позапартійна                | Лисівська сільська рада, бухгалтер                  |
| 19       | Галущак Ольга Миронівна          | 01.11.2010            | середня спеціальна | позапартійна                | Лисівська сільська рада, землевпорядник             |
| 20       | Вавришин Петро Володимирович     | 01.11.2010            | середня спеціальна | позапартійний               | Чортківське МПТУ, студент                           |